# Antonio Neirotti
Antonio Neirotti o Antòni Neyrot (Rivoli, 1423-1426 – Tunisi, 10 aprile 1460) è stato un religioso italiano morto martire e proclamato beato il 22 febbraio 1767 da papa Clemente XIII. La sua memoria liturgica si celebra il 10 aprile.

## Biografia
I documenti per la prima volta lo menzionano come postulante domenicano nel convento di San Marco di Firenze, dove fu accolto nell'ordine da Antonino Pierozzi, futuro santo.
A Firenze affrontò con impazienza gli studi teologici con cui i frati si preparavano alla predicazione. L'importante biblioteca allestita da Antonino Pierozzi nel convento di San Marco conteneva opere in latino, greco, ebraico, arabo, “caldeo” e il convento di San Marco era uno dei centri di irradiamento della cultura araba in Italia, sicché è possibile che Antonio Neirotti abbia appreso la lingua araba a Firenze.
Richiese di essere trasferito in Sicilia, ma il priore Antonino Pierozzi si oppose e poté recarsi in Sicilia solo dopo aver fatto ricorso alla Santa Sede nella seconda metà degli anni 1450. Nell'agosto del 1458 in viaggio di ritorno da Palermo a Napoli, cadde prigioniero del pirata berbero Ab ‘Umar ‘Uthmn (1435-1488), che lo condusse a Tunisi. Qui fu riscattato da un mercante genovese, ma nell'aprile del 1459 apostatò e prese moglie, e si dedicò alla traduzione del Corano, con l'aiuto di un interprete, dall'arabo al latino o all'italiano. Del suo tentativo di traduzione, che sarebbe il primo in italiano, non rimangono tracce.
Dopo qualche mese si pentì della conversione all'Islam e, rifiutando le lusinghe dei musulmani, volle abiurare pubblicamente l'Islam e tornare al cristianesimo. Secondo fonti agiografiche, il ritorno al Cristianesimo sarebbe avvenuto in seguito all'apparizione di Antonino Pierozzi, che era deceduto l'anno prima.
Fu perciò lapidato in una piazza di Tunisi il 10 aprile, giovedì santo, 1460. Dopo un tentativo di bruciare il corpo, il cadavere fu trascinato per le strade della città e infine abbandonato fra le immondizie.

## Culto
Dopo il martirio le spoglie di Antonio Neirotti furono riscattate da mercanti genovesi. Dopo la preparazione e il lavaggio della salma, si sarebbero accorti che emanava un gradevole profumo e la riportarono a Genova. Per interessamento di Amedeo IX di Savoia, futuro beato, nel 1469 i resti furono traslati da Genova a Rivoli e qui custoditi e venerati nella collegiata di Santa Maria della Stella.
Una prima biografia fu scritta nel 1460 dal frate gerolamino Costanzo da Carpi, testimone oculare del martirio . Fu ripresa da una compiuta agiografia, il Martyrium Antonianum, scritta da Francesco da Castiglione, allievo di Vittorino da Feltre, negli anni 1460 e data alle stampe a Bologna nel 1517 dal confratello Leonardo Sandri, che ricordò Antonio Neirotti anche nella sua Descrittione di tutta l'Italia . Questo Martyrium fu tradotto in italiano dal domenicano Serafino Razzi e dato alle stampe nel 1577 a Firenze.
Un altro contemporaneo del Neirotti, il domenicano siciliano Pietro Ranzano, compose una biografia nel 1461 sulla base di informazioni orali raccolte a Palermo e di lettere provenienti da Tunisi.
Fu beatificato il 22 febbraio 1767 da papa Clemente XIII. La sua memoria liturgica si celebra il 10 aprile.
Una chiesa a lui dedicata fu consacrata a Hammamet nel 1909.